# Lázi
Lázi is een plaats (község) en gemeente in het Hongaarse comitaat Győr-Moson-Sopron. Lázi telt 618 inwoners (2001).